# Кампс, Уве
Уве Кампс (нем. Uwe Kamps; род. 12 июня 1964, Дюссельдорф) — западногерманский футболист, вратарь.

## Карьера

### Клубная карьера
Во взрослом футболе дебютировал в 1982 году в клубе «Боруссия» (Мёнхенгладбах), где играл на протяжении всей своей карьеры. 12 марта 1983 года он дебютировал в основном составе, сыграв в матче против «Арминии» (Билефельд). Всего за свой дебютный сезон сыграл в 12 матчах чемпионата, пропустив 20 голов.
В сезоне 1991/92 команда потерпела поражение в финале Кубка Германии против «Ганновера 96». В полуфинале того же турнира Кампс отразил все четыре пенальти соперника, что и помогло команде выйти в финал. В 1995 году команда выиграла трофей.
В конце 1990-х годов Кампс всё реже стал выходить на поле, а приход в команду Йорга Штиля отправил его на скамейку запасных на следующие три сезона. Завершил профессиональную карьеру футболиста в 2004 году, после чего некоторое время работал тренером вратарей в том же клубе.

### Карьера в олимпийской сборной
В 1988 году Кампс был в составе олимпийской сборной ГДР на летних Олимпийских играх в Сеуле, завоевав вместе с командой бронзовую медаль.

## Достижения
«Боруссия» (Мёнхенгладбах)
- Обладатель Кубка Германии: 1994/95